# Rotte (sentier)
Pour les articles homonymes, voir Rotte.
Une rotte (ou rote), de l'ancien français crotte, souvent employé au pluriel, est un petit sentier tracé par le passage répété des animaux sauvages ou des troupeaux, notamment sur les pentes des coteaux ou des alpages. 
Ce mot est issu du latin rupta « rompu, éboulé » car les rottes sont une « rupture » dans la pente escarpée. Le latin rupta a également donné le terme « route »
En Vendômois, l'expression « (ne) balayer (que) la rotte au chat » est volontiers employée pour désigner un balayage rapide du milieu d'une pièce, sans fignoler sous les meubles ni dans les recoins.

## Toponymie
Ce mot est à l'origine du nom de nombreux lieux-dits, dont :
- Les Rottes, lieu-dit d'Ancinnes, dans la Sarthe (région Pays de la Loire, France) ;
- Les Rottes, quartier de Vendôme, dans le Loir-et-Cher (région Centre-Val de Loire, France).

## Sources
- Gilbert Künzi, Lieux-dits entre Dranse et Arve : Chablais savoyard et Faucigny, Éditions Cabédita, 1997, 201 p. (ISBN 978-2-88295-203-5), p. 142.